# Сульфат марганца(III)-цезия
Сульфат марганца(III)-цезия — неорганическое соединение,
двойная соль марганца, цезия и серной кислоты
с формулой CsMn(SO4)2,
гидролизуются в воде,
образует кристаллогидраты — ярко-красные кристаллы.

## Получение
- Охлаждение смеси растворов ацетата марганца(III) и сульфата цезия в серной кислоте:

{\displaystyle {\mathsf {2Mn(CH_{3}COO)_{3}\cdot 2H_{2}O+Cs_{2}SO_{3}+3H_{2}SO_{4}+20H_{2}O\ {\xrightarrow {-25--5^{o}C}}}}}
{\displaystyle {\mathsf {{\xrightarrow {-25--5^{o}C}}\ 2CsMn(SO_{4})_{2}\cdot 12H_{2}O\downarrow +5CH_{3}COOH}}}

## Физические свойства
Сульфат марганца(III)-цезия образует кристаллогидрат состава CsMn(SO4)2•12H2O — ярко-красные кристаллы
кубической сингонии,
пространственная группа P a3,
параметры ячейки a = 1,2423 нм.
Кристаллогидрат плавится в собственной кристаллизационной воде при 40°С.

## Химические свойства
- Гидролизуется в водных растворах:

{\displaystyle {\mathsf {2CsMn(SO_{4})_{2}+3H_{2}O\ {\xrightarrow {}}Mn_{2}O_{3}\downarrow +Cs_{2}SO_{4}+3H_{2}SO_{4}}}}